# Scinax camposseabrai
Scinax camposseabrai är en groddjursart som först beskrevs av Werner C.A. Bokermann 1968.  Scinax camposseabrai ingår i släktet Scinax och familjen lövgrodor. IUCN kategoriserar arten globalt som otillräckligt studerad. Inga underarter finns listade i Catalogue of Life.